# Halvard Lange
Denne artikel omhandler personen Halvard Lange. Der er også andre personer med dette efternavn, se Lange (flertydig).
Halvard Manthey Lange (16. september 1902 – 19. maj 1970) var en norsk diplomat, politiker og statsmand.
Han blev medlem af Det norske Arbeiderparti  i 1927. Han arbejdede som lærer fra 1930-1935 og underviste på Oslo Universitet 1935-1938.
Han blev anholdt af de tyske besættelsesstyrker i 1942 og tilbragte resten af 2. verdenskrig i forskellige koncentrationslejre
Han var Norges udenrigsminister fra 1946 til 1965 på nær en måned i 1963 under John Lyngs regering.
Kort før han tog jobbet som udenrigsminister, blev han medlem af Den Norske Nobelkomite i 1945. Han forblev officielt medlem af komitéen indtil 1948. Han blev anset for at tilhøre højrefløjen i Arbeiderpartiet, til dels fordi han var en stærk tilhænger af tilknytning til den vestlige verden under den kolde krig.
Lange var sammen med Lester B. Pearson og Gaetano Martino én af "de tre vise mænd", der rådgav NATO med henblik på at styrke alliancens ikke-militære samarbejde.
Lange var søn af vinder af nobels fredspris, Christian Lous Lange.